# Pellegrinizaur
Pellegrinizaur (Pellegrinisaurus powelli) – zauropod z rodziny saltazaurów (Saltasauridae).
Żył w epoce późnej kredy (ok. 83-65 mln lat temu) na terenach Ameryki Południowej. Długość ciała ok. 25 m, masa ok. 40 t. Jego szczątki znaleziono w Argentynie.